# Мацуо Башо
Мацуо Башо (јап. 松尾芭蕉; рођен 1644. у Уену; умро 24. новембра 1694. у Осаки), рођен као Мацуо Мунефуса, је био познати јапански песник Едо периода. Био је оснивач јапанског песничког стила Хаику и важи као један од најбољих писаца тог стила.
Током свог живота, Башо је био познат по својим радовима на колаборативној хајкај но ренга форми; данас, након неколико векова коментара, он се сматра највећим мајстором хаикуа (који се у његове време називао хоку). Мацуо Башова поезија је међународно реномирана; а у Јапану многе од његових поема су репродуковане на монументима и традиционалним локацијама. Мада је Башо оправдано славан на Западу због свог хокуа, по његовом мишљењу његов најбољи рад је био у предвођењу и учествовању у ренкуа. Цитира се како каже, „Многи од мојих следбеника могу да пишу хоку једнако добро као и ја. Где ја заиста показујем ко сам је у повезивању хајкај стихова.“
Башо се почео бавити пезијом у младости, и након што се интегрисао у интелектуалну сцену Еда (модерног Токија) он је брзо постао добро широм Јапана. Он се издржавао радећи као учитељ; али се након неког времена одрекао друштвеног, урбаног живота књижевних кругова и био је склон лутању по целој земљи, идући ка западу, истоку и далеко у северну дивљину у потрази за инспирацијом за писање. Његове песме су под утицајем његовог личног искуства света који га је окруживао, често инкапсулирајући осећај сцене у неколико једноставних елемената.

## Младост
Башо је рођен 1644. године, у близини Уену, у провинцији Ига. Претпоставља се да је његов отац био ниско рангирајући самурај, што је предиспонирало Баша за војну каријеру, али би му то пружило мале шансе за вођење значајног живота. Његови биографи традиционално тврде да је он радио у кухињама. Међутим, као дете, Башо је постао слуга Тода Јошитада (藤堂 良忠). Њих двоје су били заинтересовани за хајкај но ренга, форму колаборативне поетске композиције. Секвенца је започета стихом у 5-7-5 мора формату; тај стих је назван хоку, а неколико векова касније је преименован у хајку, кад је представљен као самостални рад. Хоку стиховима су следили сродни 7-7 мора стихови једног другог песника. Башо и Јошитада су дали себи haigō (俳号), или хајкај књижевне псеудониме; Башов псеудоним је био Sōbō (宗房), што је једноставно било канџи (сино-јапанско читање) његовог имена, „Munefusa (宗房)“. Године 1662. је прва Башова поема објављена.
Године 1665. Башо и Јошитада су заједно са неким познаницима саставили хјакуин, или ренку са сто стихова. Године 1666. је услед Јошитадине изненадне смрти Башов мирни живот слуге завршен. Нису сачувани рекорди о његовом животу из тог доба, али се сматра да је Башо одустао од могућности стицања самурајског статуса и да је напустио кућу. Биографи су предложили разне разлоге и одредишта, укључујући могућност афере између Баша и Шинто монахиње зване Јутеј (寿貞), што вероватно није тачно. Башове личне референце на овај период су нејасне; он се присећао да је „једно време желео да има званичну позицију са власништвом над земљиштем“, и да је „било време када је био фасциниран начинима хомосексуалне љубави“, мада нема индикације да ли се то односи на стварне или фикционе опсесије. Он није био сигуран да ли жели да се потпуно посвети поезији; по његовим сопственим речима, „алтернативе су се бориле на мом уму и чиниле мој живот немирним“. Могуће је да је његова неодлучност проистицала из ондашњег релативно ниског статуса ренга и хајкаја без ренга, што су биле превасходно друштвене активности, а не озбиљни уметнички подухвати. У сваком случају, његове поеме су наставиле да се објављују у антологијама из 1667, 1669, и 1671, и он је објавио компилацију својих радова и радова других аутхора Теитоку школе, Игра морских шкољки (貝おほひ Kai Ōi), 1672. године. У пролеће те године он се преселио у Едо, да даље студира поезију.

## Стицање славе
У модерним књижевним круговима Нихонбашија, Башова поезија је брзо прихваћена због њене једноставности и природног стила. Године 1674. он је био примљен у унутрашњи круг хајкај професије, пријемом тајних учења из Китамура Кигина (1624–1705). Он је написао овај хоку као лажно одавање поштовања Шогуну:
甲比丹もつくばはせけり君が春 kapitan mo / tsukubawasekeri / kimi ga haru

Холанђани, такође, / клекните пред Његовим господством / покорите се његовој владавина. [1678]
Кад је Нишијама Сојн, оснивач и вођа Данринске школе хајкаја, дошао у Едо из Осаке 1675. године, Башо је био међу песницима који су позвани да компонују са њим. Том приликом је он ставио веома добар утисак, и до 1680. је радио с пуним радним временом подучавајући у двадесет дисциплина. Он је објавио Најбоље поеме тосејевих двадесет дисциплина (桃青門弟独吟二十歌仙 Tōsei-montei Dokugin-Nijukasen), чиме је указивао на њихову везу са тосејевим талентом. Те зиме, он је предузео изненађујући корак прелазећи преко реке и идући до Фукагаве, излазећи из очију јавности и ступајући у повученији живот. Његове дисциплине су му помогле да изгради сеоску колибу и да засади стабла банана (芭蕉 bashō) у дворишту, чиме је Башо створио нови хајго и свој први перманентни дом. Он је веома је ценио своју плантажу банана, и није му било по вољи да види мискантус траву Фукагавских мештана поред ње:
ばしょう植ゑてまづ憎む荻の二葉哉 bashō uete / mazu nikumu ogi no / futaba kana

поред моје нове плантаже банана / први знак нечега што ја мрхим / мискантусни пупољци! [1680]
Упркос његовог успеха, Башо је био незадовољан и усамљен. Он је почео да практикује Зен медитацију, али се стиче утисак да га то није смирило. У зиму 1682. његова колиба је изгорела, а убрзо након тога, почетком 1683. је његова мајка умрла. Он је путовао до Јамуре, где је боравио код пријатеља. У зиму 1683. његова дисциплина му је дала другу колибу у Edу, али се његов дух није поправио. Године 1684. његов следбеник Такарај Кикаку је објавио компилацију његових дела и радова других песника, Смеђурани кестени (虚栗 Minashiguri). Касније те године он је напустио Едо и отишао на први од своја четири главна лутања.
Башо је путовао сам, дуж утабаних стаза, другим речима, на Едошким рутама пет, које су у средњовековном Јапану сматране изузетно опасним; и у почетку је Башо очекивао да ће једноставно умрети у некој пустоши, или да ће га убити бандити. Међутим, како је његов пут напредовао, његово расположење се поправљало, и он се почео осећати удобно на путу. Башо је упознао многе пријатеље и почео је да ужива у променљивим пејзажима и годишњим добима. Његове поеме су попримиле мање интроспективан и више упечатљив тон док је посматрао свет око себе:
馬をさへながむる雪の朝哉 uma wo sae / nagamuru yuki no / ashita kana

чак и коњ / привлачи моју пажњу — на овој / снежној сутрашњици [1684]
Пут га је одвео од Еда до планине Фуџи, Уена, и Кјота. Он је упознао неколико песника који су називали себе његовим следбеницима и тражили његов савет; он им је рекао да занемаре савремени стил из Еда, па чак и само његово дело Смеђурани кестени, рекавши да оно садржи „многе стихове који нису вредни расправљања“. Башо се вратио у Едо у лето 1685, дозвољавајући себи времена на путу да напишете више хоку радова и да коментарише свој сопствени живот:
年暮ぬ笠きて草鞋はきながら toshi kurenu / kasa kite waraji / hakinagara

још једна година је прошла / путничка сенка је на мојој глави, / сламне сандале на мојим стопалама [1685]
Кад се Башо вратио у Едо он је драговољно наставио са својим послом као учитељ поезије у својој bashō колиби, мада је приватно већ правио планове за још једно путовање. Поеме са његовог путовања су објављене као Сведочанство о излагању пољима (野ざらし紀行 Nozarashi kikō). Током почетка 1686. године он је компоновао један од својих најбоље запамћених хајка:
古池や蛙飛びこむ水の音 furu ike ya / kawazu tobikomu / mizu no oto

древна бара / жаба скаче у њу / вода се запљускује [1686]
Историчари сматрају да је ова поема одмах постала славна: у априлу, песници из Еда су се сакупили код башове колибе за „хајкај но ренга“ такмичење на тему жаба, за који се сматра да је био вид одавања поштовања Башовом хоку, који је стављен на врх компилације. Башо се задржао у Еду, настављајући да предаје и одржава такмичења, осим екскурзије у јесен 1687. године кад је путовао до руралне области ради посматрања месеца, и дужег путовања 1688. године кад се вратио у Уено да прослави лунарну нову годину. Кући у Еду, Башо је понекад постајао повучен: он се кретао у циклусима од одбијања посетилаца његове колибе, до уживања у њиховом друштву. Истовремено, он је уживао свој живот и имао је суптилан смисао за хумор, што је изражено у његовом хоку:
いざさらば雪見にころぶ所迄 iza saraba / yukimi ni korobu / tokoromade

добро, хајдемо сада напоље / да уживамо у снегу ... док се / ја не оклизнем и паднем! [1688]

## Оку но Хосомичи
Башово приватно планирање за још једно дуго путовање, које ће бити описано у његовом ремегделу Оку но Хосомичи, или Уски пут на дубоки север, кулминирало је 16. маја 1689. (Јајој 27, генроку 2), кад је напустио Едо са својим студентом и шегртом Кавајом Сором (河合 曾良) пошавши на путовање у северне провинције Хонша. Башо и Сора ишли су на север до Хирајдзумија, који су досегли 29. јуна. Они су затим ходали до западне стране острва, обилазећи Кисакату 30. јула, и почели су да се враћају лаганим ходом дуж обале. Током тог путовања које је трајало 150 дана Баше је укупно прешао 600 риа (2.400 km) кроз североисточна подручја of Хоншуа, враћајући се у Едо крајем 1691.
До времена кад је Башо досегао до Огакија у префектури Гифу, он је комплетирао дневник свог путовања. Након тога га је уређивао и редиговао током следеће три године, пишући финалну верзију 1694. године као Уски пут у унутрашњост (奥の細道 Оку но Хосомичи). Прво издање је објављено постхумно 1702. године. Оно је доживело непосредан комерцијални успех, а многи други путујући песници су следили трагом његовог путовања. То се често сматра његовим најфинијим достигнућем, које садржи хоку попут:
荒海や佐渡によこたふ天河 araumi ya / Sado ni yokotau / amanogawa

немирно море / које се протеже према Саду / Млечни пут [1689]

## Списак радова
- (1672)
- Edo Sangin (江戸三吟) (1678)
- Inaka no Kuawase (田舎之句合) (1680)
- Tōsei Montei Dokugin Nijū Kasen (桃青門弟独吟廿歌仙) (1680)
- Tokiwaya no Kuawase (常盤屋句合) (1680)
- Minashiguri (虚栗, "A Shriveled Chestnut") (1683)
- (1684)
- (1684)*
- (1686)*
- (1686)
- (1687)
- (1688)
- (1688)
- (1689)*
- (1690)*
- (1691)*
- (1691)
- (1691)
- (1692)
- (1694)*
- (1694)
- (1694)[28]
- (1698)*

* Означава да је наслов један од Севен главних антологија Баша

### Преводи на енглески
- Matsuo, Bashō (2005). Bashō's Journey: Selected Literary Prose by Matsuo Bashō. trans. David Landis Barnhill. Albany, NY: State University of New York Press. ISBN 978-0-7914-6414-4.
- Matsuo, Bashō (1966). The Narrow Road to the Deep North and Other Travel Sketches. trans. Nobuyuki Yuasa. Harmondsworth: Penguin. ISBN 978-0-14-044185-7. OCLC 469779524.
- Matsuo, Bashō (2000). Narrow Road to the Interior and Other Writings. trans. Sam Hamill. Boston: Shambhala. ISBN 978-1-57062-716-3.
- Matsuo, Bashō (1999). The Essential Bashō. trans. Sam Hamill. Boston: Shambhala. ISBN 978-1-57062-282-3.
- Matsuo, Bashō (2004). Bashō's Haiku: Selected Poems of Matsuo Bashō. trans. David Landis Barnhill. Albany, NY: State University of New York Press. ISBN 978-0-7914-6166-2.
- Matsuo, Bashō (1997). The Narrow Road to Oku. trans. Donald Keene, illustrated by Masayuki Miyata. Tokyo: Kodansha International. ISBN 978-4-7700-2028-4.
- Matsuo, Bashō;  . (1973). Monkey's Raincoat. trans. Maeda Cana. New York: Grossman Publishers. ISBN 978-0-670-48651-9.
- Matsuo, Bashō (2008). Basho: The Complete Haiku. trans. Jane Reichhold. Tokyo: Kodansha International. ISBN 978-4-7700-3063-4.
- Matsuo, Bashō;  . (1981). The Monkey's Straw Raincoat and Other Poetry of the Basho School. trans. Earl Miner and Hiroko Odagiri. Princeton: Princeton University Press. ISBN 978-0-691-06460-4.
- Matsuo, Bashō (1985). On Love and Barley: Haiku of Basho. trans. Lucien Stryk. Penguin Classics. ISBN 978-0-14-044459-9.
- Matsuo, Bashō (2015). Winter Solitude. trans. Bob While, illustrated by Tony Vera. Saarbrücken: Calambac Verlag. ISBN 978-3-943117-85-1.
- Matsuo, Bashō (2015). Don't Imitate Me. trans. Bob While, illustrated by Tony Vera. Saarbrücken: Calambac Verlag. ISBN 978-3-943117-86-8.